# Wilco Zuijderwijk
Wilhelmus Gerardus (Wilco) Zuijderwijk (Den Helder, 2 oktober 1969) is een voormalig Nederlands wielrenner die zowel op de weg als op de baan actief was. Tussen 1991 en 1993 en 2003 en 2005 was Zuijderwijk als beroepsrenner actief. In de tussenliggende periode won hij als amateur ook vele wedstrijden. Zuijderwijk won diverse Nederlandse titels in het baanwielrennen (koppelkoers, achtervolging en puntenkoers) en nam ook deel aan de Olympische Zomerspelen 2000.

## Belangrijkste overwinningen

### Wegwielrennen
1989
- 3e etappe Westfriese Dorpenomloop

1990
- 2e etappe Olympia's Tour
- Eindklassement Olympia's Tour

1991
- Omloop Mandel-Leie-Schelde
- Grand Prix de la Libération
- GP Jef Scherens

1996
- Eindklassement OZ Wielerweekend
- Proloog Olympia's Tour
- 11e etappe Olympia's Tour

1997
- Eindklassement Ronde van Midden-Brabant
- Proloog Olympia's Tour
- 1e etappe OZ Wielerweekend

2000
- 5e etappe Olympia's Tour

2002
- Parel van de Veluwe

2004
- 1e etappe Ronde van Antwerpen

### Baanwielrennen
1996
- Nederlands kampioen koppelkoers, Elite

1999
- Nederlands kampioen achtervolging, Elite
- Nederlands kampioen puntenkoers, Elite

2002
- Nederlands kampioen puntenkoers, Elite

## Resultaten in voornaamste wedstrijden
| Jaar | Parijs-Roubaix |
| ---- | -------------- |
| 1993 | 51e            |